# Sport aux États-Unis
Le sport est très important dans la culture des  États-Unis d'Amérique. Les quatre sports d'équipes les plus populaires sont :  le football américain, le baseball, le basket-ball et le hockey sur glace. Les ligues majeures de ces sports, la National Football League (NFL), la Ligue majeure de baseball (MLB), la National Basketball Association (NBA) et la Ligue nationale de hockey (NHL), jouissent ainsi d'une exposition médiatique massive et sont considérés comme les compétitions par excellence dans le monde. Chacune de ces ligues ont des équipes qui jouent au Canada, sauf la NFL, et toutes les quatre sont parmi les ligues sportives les plus lucratives au monde. Le soccer (le football tel qu'il est connu en Europe) est moins populaire aux États-Unis que dans de nombreux autres pays, même s'il possède une large participation chez les amateurs, en particulier chez les jeunes et les femmes.
Dans tous les sports majeurs, les équipes professionnelles fonctionnent en tant que franchises au sein d'une ligue. Toutes les ligues majeures de sport utilisent le même type de formule : une saison régulière avec un championnat, conclu par un tournoi éliminatoire appelé playoffs. S'ajoutent également aux organisations des ligues majeures des sports professionnels de ligues mineures.[pas clair]
Les activités sportives sont particulièrement associées à l'éducation aux États-Unis, où la plupart des lycées et des universités organisent des manifestations sportives. Les compétitions de sport en milieu scolaire jouent un rôle important dans la culture sportive américaine. Par exemple, le sport universitaire régi par la National Collegiate Athletic Association (NCAA) rivalise de popularité avec le sport professionnel.
D'après Havas Sports & Entertainment, en 2008 les États-Unis étaient la plus grande nation sportive au monde.
Excellents en sports individuels, les États-Unis ne montrent pas autant de résultats nationaux dans les compétitions internationales.

## Football américain

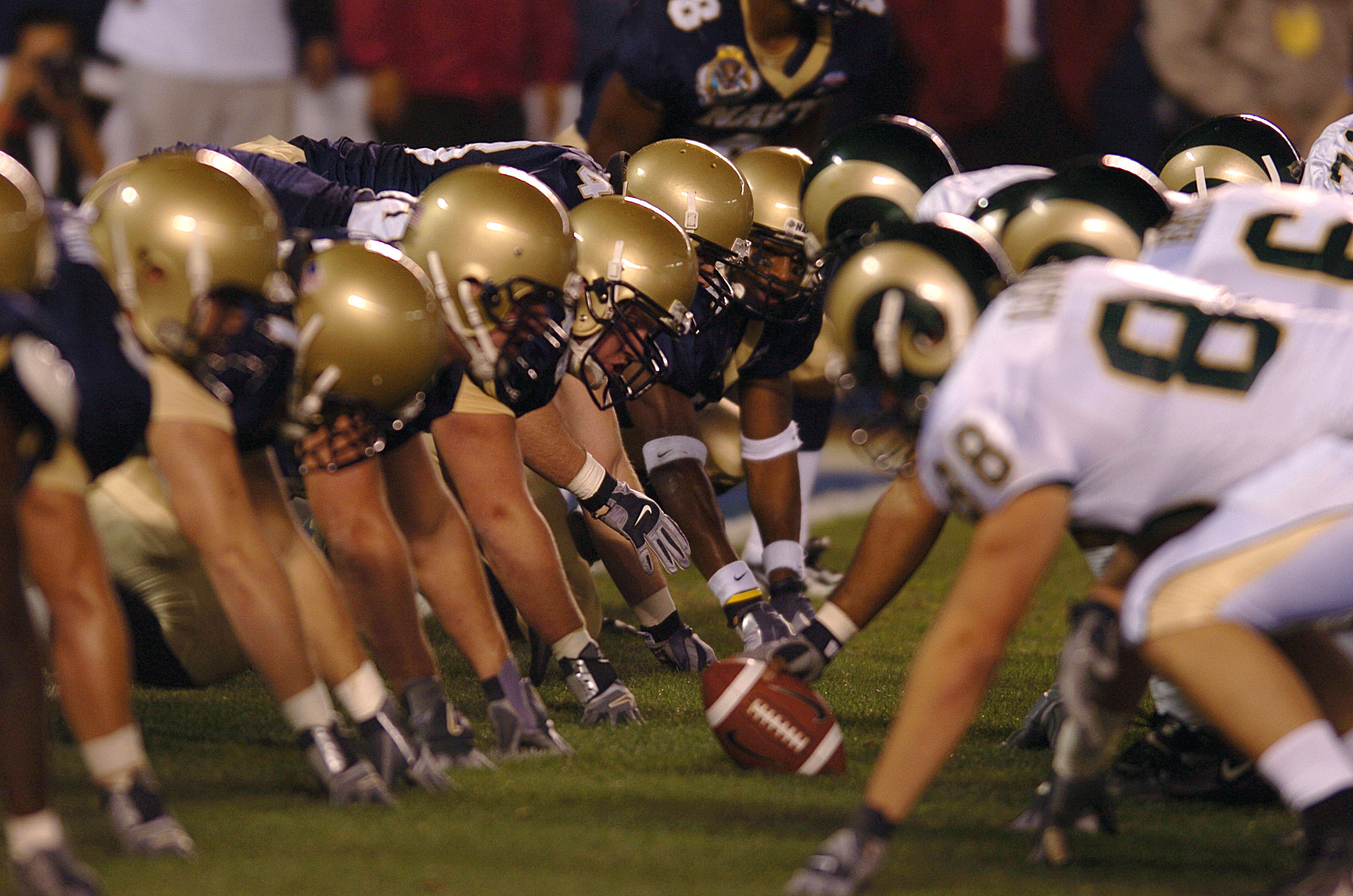
Un match de football américain qui oppose les Rams de Colorado State et les Midshipmen de la Navy

Le football, également connu sous le nom de football américain en dehors de l'Amérique du Nord, attire plus de téléspectateurs que le baseball (bien que les entrées de stade pour les matchs de baseball sont beaucoup plus importantes en raison du calendrier beaucoup plus long). Le football compte le plus de participants parmi toutes les disciplines sportives, à la fois au niveau de l'école secondaire et à l'université (NCAA).
La NFL est la ligue professionnelle par excellence aux États-Unis. Grâce à l'augmentation des équipes et à la fusion avec l'American Football League en 1970, la NFL a atteint le seuil actuel de trente-deux franchises réparties en deux conférences. Après une saison de seize matchs durant la saison régulière, chaque conférence envoie six équipes en playoffs de la NFL, qui aboutissent à la finale du championnat, le Super Bowl.
Le dimanche du Super Bowl est le plus grand événement sportif annuel organisé aux États-Unis. Le Super Bowl fait lui-même toujours partie des émissions les plus populaires chaque année selon l'échelle de Nielsen, et la majorité des meilleures audiences de l'histoire de la télévision américaine concernent le Super Bowl.
Certains anciens joueurs remarquables sont Joe Montana, Jim Brown, Roger Staubach, Peyton Manning, Brett Favre, Lawrence Taylor, Terry Bradshaw, Dan Marino, Troy Aikman, Otto Graham, Emmitt Smith, Andre Reed, Barry Sanders, John Elway, Cris Carter, Jerry Rice, Fran Tarkenton, Kurt Warner, Johnny Unitas ou encore Bart Starr. Certains joueurs remarquables actuels sont Tom Brady, Drew Brees, Aaron Rodgers, Larry Fitzgerald, Andrew Luck, Ben Roethlisberger, Patrick Mahomes, Eli Manning ou encore Aaron Donald.
De plus, des millions de spectateurs regardent le football américain universitaire durant les mois d'automne, et certaines communautés, en particulier dans les zones rurales, accordent une grande importance à l'équipe du lycée local. La popularité du football à l'université et au lycée dans des zones géographiques telles que le Sud des États-Unis ou les Grandes Plaines provient en grande partie du fait qu'historiquement, ces zones n'ont généralement pas possédé de marchés assez importants pour disposer d'une équipe professionnelle. Néanmoins, le football universitaire a une histoire riche aux États-Unis, précédant même celle de la NFL, et les fans et les anciens sont généralement très passionnés par leur équipes.
Le football américain en salle, forme de football américain joué dans des stades couverts, a une ligue professionnelle, l'Arena Football League. La ligue d'origine a été active de 1987 à 2008 et sombra en 2009, mais plusieurs équipes de l'AFL et son ancienne ligue mineure, l'AF2, ont relancé le championnat en 2010. Plusieurs ligues semi-professionnelles, principalement de nature régionale, existent également.

## Hockey sur glace

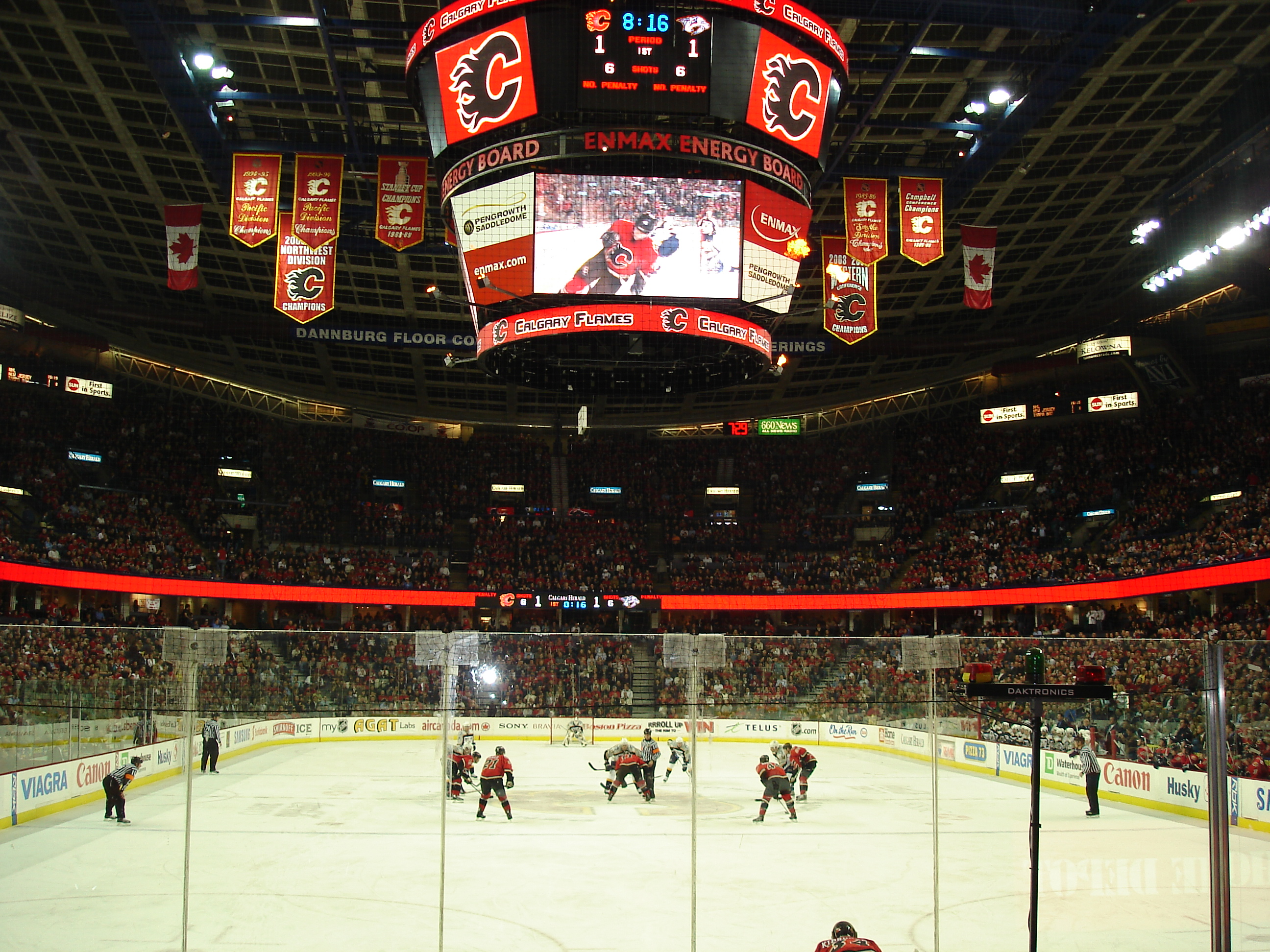
Match de LNH au Saddledome de Calgary

Le hockey sur glace est un autre sport populaire aux États-Unis. Ce sport est tout simplement appelé « hockey ». Aux États-Unis, le hockey est plus populaire dans les régions du pays avec un climat plus froid, comme dans le Nord-Est du pays et le Midwest. Cependant, depuis les années 1990, le hockey est devenu de plus en plus populaire dans la Sun Belt à cause des expansions de la Ligue nationale de hockey dans les villes comme Anaheim (Californie), Tampa (Floride), Dallas (Texas), Raleigh (Caroline du Nord), Nashville (Tennessee) ou encore Phoenix (Arizona).
La Ligue nationale de hockey, connue sous le nom de LNH au Québec ou NHL en anglais, est la meilleure ligue de hockey sur glace professionnelle dans le monde, uniquement concurrencée par la KHL russe, et l'une des ligues majeures de ce sport en Amérique du Nord. Elle est composée de 25 équipes américaines et sept canadiennes qui se battent pour remporter la Coupe Stanley, plus ancien trophée professionnel de sport américain. La Ligue américaine de hockey dite AHL et l'ECHL font également partie des autres ligues professionnels aux États-Unis.
Parmi les plus grands joueurs de hockey américains, on peut citer Mike Modano, Phil Housley, Chris Chelios, Brian Leetch, Pat LaFontaine, Jeremy Roenick, Keith Tkachuk, John Vanbiesbrouck, Joe Mullen ou encore Tom Barrasso (gardien).
Les États-Unis disposent d'une équipe nationale regroupant les meilleurs joueurs américains. L'équipe est classée septième par la Fédération internationale de hockey sur glace (IIHF). Autrefois rivale de l'équipe d'Union soviétique, période marquée par le "Miracle sur glace" du 22 février 1980 (victoire exceptionnelle en finale des Jeux Olympiques de Lake Placid) , l'équipe américaine tente aujourd'hui de se rapprocher du niveau de son voisin canadien, sans grand succès malgré la présence toujours importante d'une offensive d'une qualité redoutable alimentée par les attaquants de NHL et de AHL.

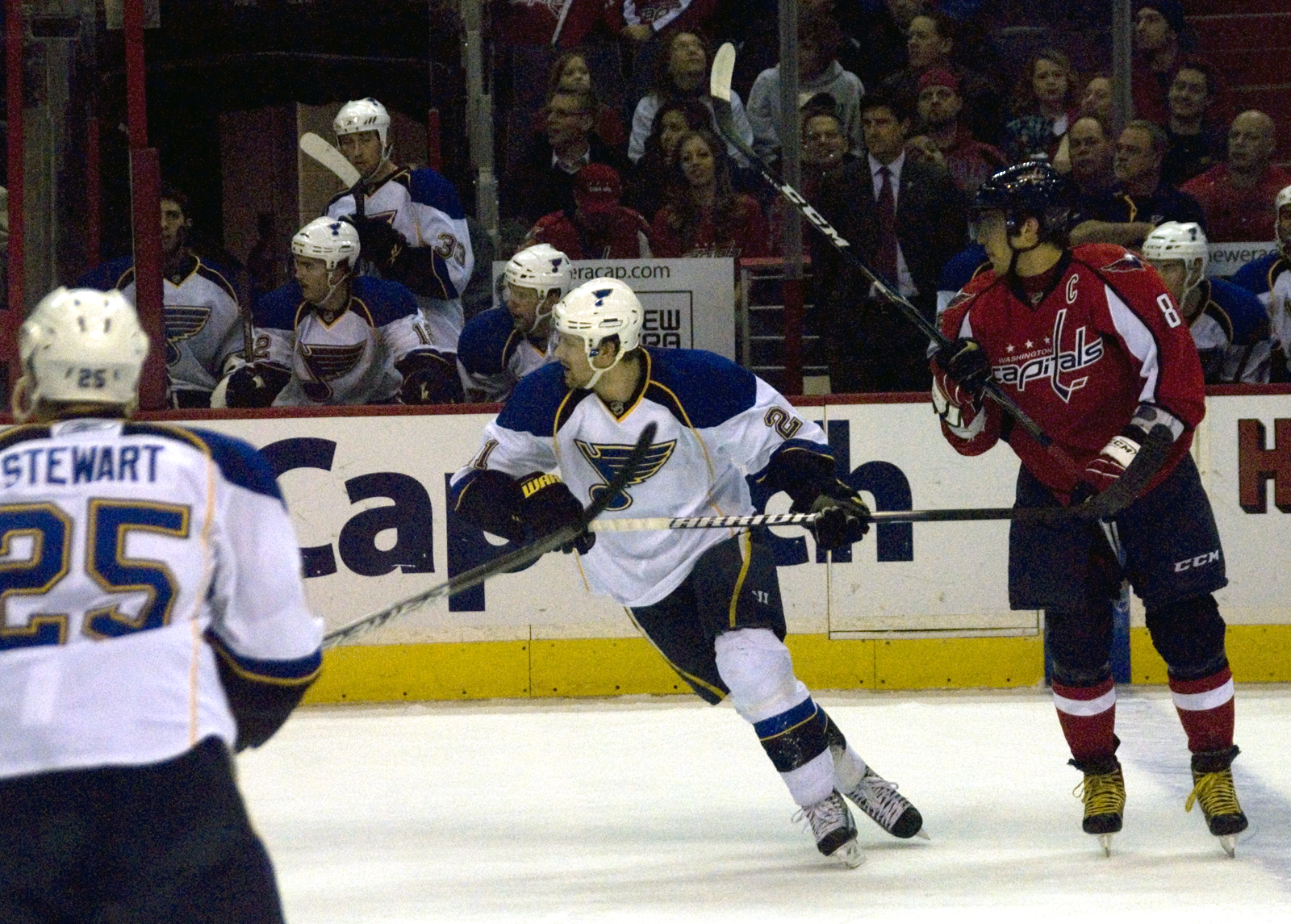
Les Blues de Saint Louis contre les Capitals de Washington.

La création en 1943 du Temple de la renommée du hockey américain, situé à Eveleth (Minnesota), pour honorer les joueurs, entraîneurs, arbitres et bâtisseurs ayant marqué l'histoire du hockey aux États-Unis vient consolider la présence américaine dans la sphère mondiale du hockey.
Considéré comme le plus grand joueur à la fois de LNH et de hockey de tous les temps, à concurrence de Mario Lemieux, le Canadien Wayne Gretzky intègre le Temple de la renommée en 1999. Il aura joué pour, dans l'ordre chronologique, les Oilers d'Edmonton, les Kings de Los Angeles, les Blues de Saint-Louis, et enfin les Rangers de New York.
Le 22 juin 2016, la LNH annonce, par la voix de son directeur Gary Bettman la création d'une nouvelle franchise à Las Vegas, première équipe professionnelle de la ville tous sports confondus, portant le nom de Golden Knights

## Baseball

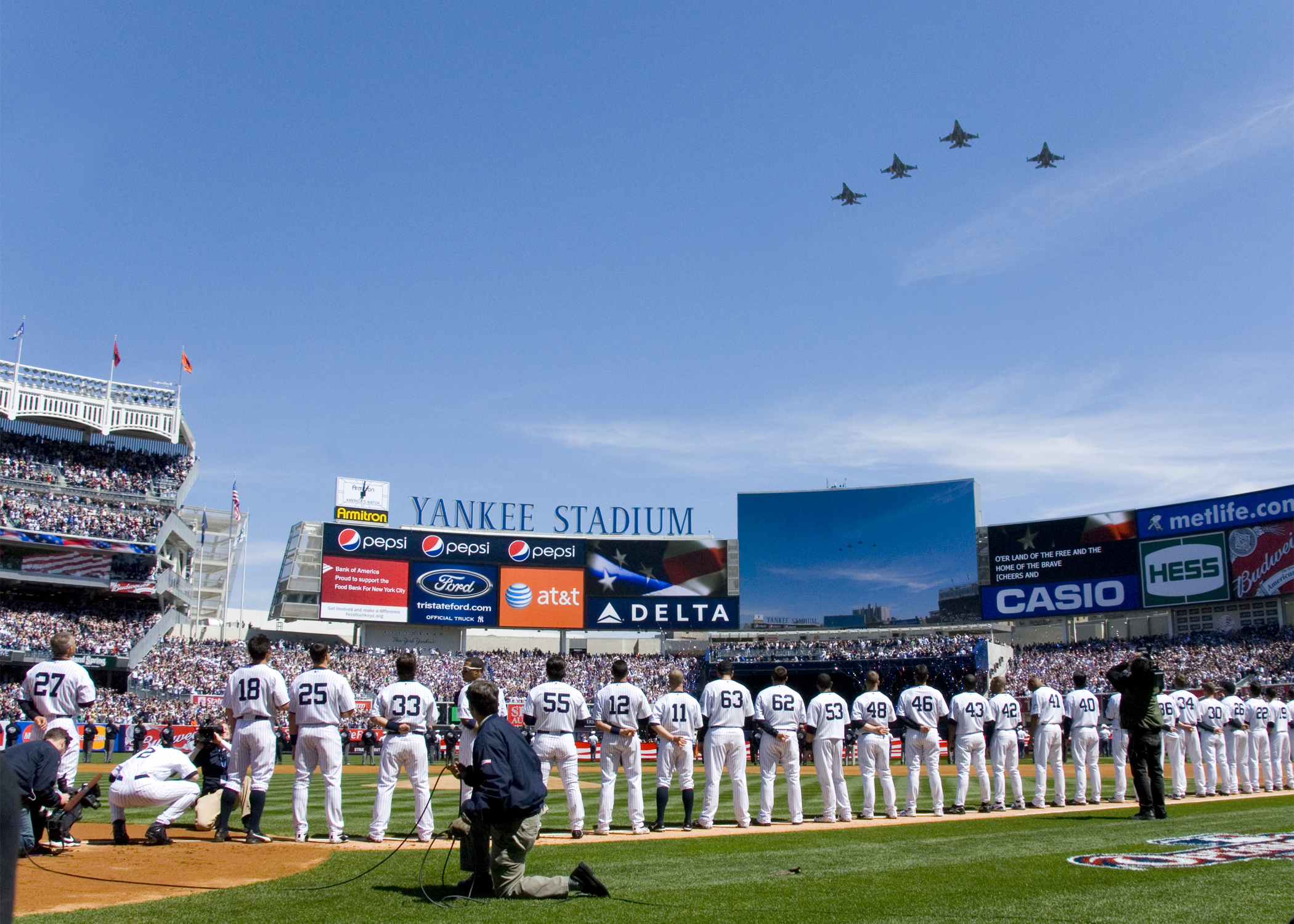
Cérémonie d'ouverture au Yankee Stadium, résidence des New York Yankees de la Major League Baseball, 27 fois champions des World Series.

Le baseball a une longue tradition aux États-Unis. La première ligue professionnelle est créée en 1876, 12 ans avant la ligue anglaise. En 2010, le nombre de licenciés américains à ce sport s'élève à 12 millions. La ligue de baseball la plus populaire aux États-Unis est la Major League Baseball (MLB). En raison de son calendrier de 162 matchs, elle enregistre plus de ventes de billets de stade que n'importe quelle autre ligue de sport professionnel dans le monde. Les équipes jouent presque tous les jours du mois d'avril à octobre en saison régulière. Celle-ci se conclut alors par la Série mondiale (Worlds Series), où s'opposent les gagnants de chacune des deux ligues constituant la MLB, la Ligue américaine et la Ligue nationale. Le titre se dispute au meilleur des sept matchs.

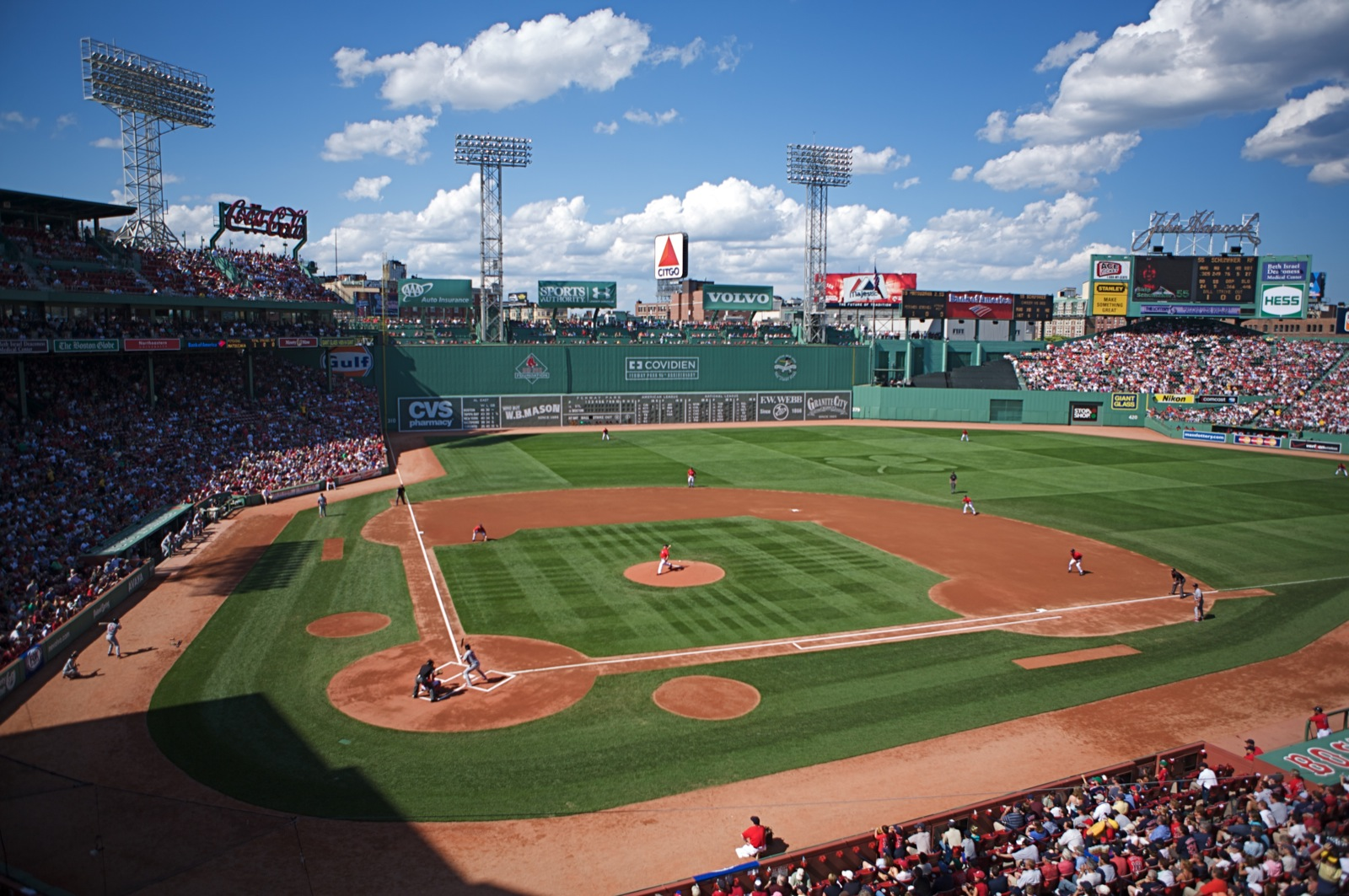
Situé à Boston, le Fenway Park est le plus ancien stade de la Major League Baseball.

Les joueurs célèbres de l'histoire du baseball américain comprennent Babe Ruth, Joe DiMaggio, Lou Gehrig, Hank Greenberg, Sandy Koufax, Willie Mays, Al Kaline, Stan Musial, Pete Rose, Hank Aaron, Nolan Ryan, Mike Schmidt, Honus Wagner, Ted Williams, Mickey Mantle. Jackie Robinson fut important lors de la fin de la color line, règle ségrégative qui excluait les joueurs noirs des ligues majeures. Aujourd'hui, certains des joueurs célèbres américains incluent Derek Jeter, Josh Hamilton, Ryan Braun, Chase Utley, Joe Mauer, Roy Halladay, Alex Rodriguez, Carl Crawford, Tim Lincecum, Miguel Cabrera, Manny Ramirez, et Albert Pujols.
Le baseball et sa variante le softball sont aussi des sports participatifs très populaires aux États-Unis. Contrairement au football américain, le baseball est aussi très populaire dans de nombreux autres pays, notamment le Japon, la Corée du Sud, Taiwan, et les pays d'Amérique latine comme la République dominicaine, Cuba, Porto Rico, le Mexique, et le Venezuela. Ces pays sont bien représentés aujourd'hui dans la Major League Baseball par des joueurs tels que Hideki Matsui, Magglio Ordóñez, David Ortiz, Albert Pujols, Iván Rodríguez, Johan Santana, Ichiro Suzuki ou encore la superstar japonaise Shohei Ohtani. Le Canada, où le baseball est développé en tandem avec les États-Unis, est également bien représenté en MLB avec d'anciens grands joueurs tels que Ferguson Jenkins et Larry Walker et des stars actuelles comme Jason Bay, Russell Martin, Justin Morneau et Joey Votto.

## Golf
Les États-Unis sont une puissance sportive importante de longue date en golf, et compte de très nombreux terrains réputés et de nombreux joueurs très bien classés au niveau de la hiérarchie mondiale. Le pays a toujours compté une majorité de joueurs dans le classement officiel mondial depuis sa création en 1986. L'un des golfeurs américains les plus connus est Tiger Woods, classé numéro un mondial de nombreuses fois à la fin des années 1990 jusqu'en 2009 et considéré comme l'un des meilleurs golfeurs de tous les temps. On le crédite d'avoir popularisé le golf aux États-Unis et dans le monde, surtout auprès des minorités et des jeunes qui ne s'intéressaient pas à ce sport. En effet, Tiger Woods compte pour l'instant 14 titres de grand chelem à 35 ans seulement alors que le record est détenu par son compatriote Jack Nicklaus qui en a remporté 18 entre les années 1960 jusqu'à la fin des années 1980. Parmi les golfeurs américains, il y a aussi Jack Nicklaus, Arnold Palmer, Phil Mickelson, Fred Couples, Tom Watson, Lee Trevino, Mark O'Meara, Ben Hogan et Bobby Jones. Les États-Unis ne sont pas en manque du côté du golf féminin qui organise aussi un tour professionnel féminin, le Circuit de la LPGA. De plus, le pays organise sur son territoire trois des quatre tournois majeurs (l'Open britannique homme se disputant en Angleterre): Le Masters depuis 1934, l'Open américain depuis 1895 et l'USPGA depuis 1916. L'United States Golf Association est l’association nationale des parcours, clubs et autres installations de golf américains et l’autorité dirigeante du golf pour les États-Unis et le Mexique.

## Basketball

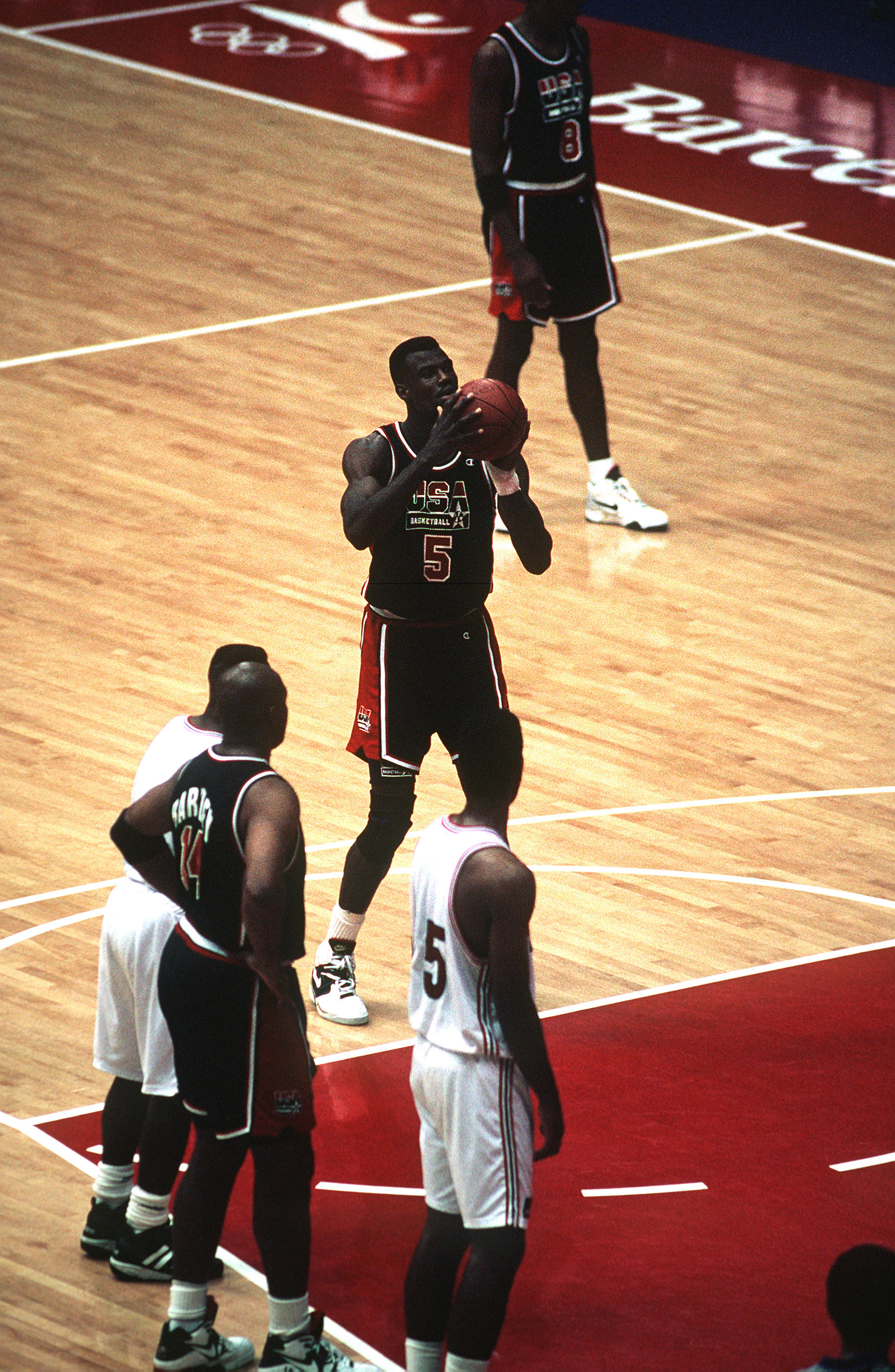
David Robinson et "la Dream Team" aux Jeux Olympiques de 1992

Le basket-ball a été inventé en 1891 par le professeur d'éducation physique et Canadien d'origine James Naismith  à Springfield. Parmi le sport favori des Américains, le basket est au deuxième rang (en comptant les niveaux amateurs) derrière le football américain. Toutefois, en ce qui concerne le sport professionnel de basket-ball ou de la NBA, le sport est classé troisième.
La National Basketball Association, plus connue populairement sous le nom de la NBA, est la meilleure ligue de basket-ball professionnelle masculin dans le monde et l'une des ligues majeures de ce sport en Amérique du Nord. Elle compte 30 équipes (29 équipes aux États-Unis et 1 équipe au Canada) qui jouent une saison de 82 matchs de novembre à avril. Après la saison régulière, huit équipes de chaque conférence participent aux play-off pour le trophée Larry O'Brien. La American Basketball Association, active de 1967 à 1976, quand elle a fusionné avec la NBA, a été le dernier concurrent majeur de la NBA.
Les joueurs légendaires de la NBA dans l'histoire du basketball sont Kareem Abdul-Jabbar, Larry Bird, George Mikan, Wilt Chamberlain, Michael Jordan, Scottie Pippen, Hakeem Olajuwon, Magic Johnson, Karl Malone, Bob Cousy, Reggie Miller, Patrick Ewing, Pete Maravich, Allen Iverson, Oscar Robertson, Bill Russell, Shaquille O'Neal, John Stockton, Gary Payton, Charles Barkley, Julius Erving, et Jerry West, dont la silhouette se retrouve sur le logo de la NBA. Les "joueurs stars" d'aujourd'hui sont Tim Duncan, Kevin Durant, Derrick Rose, Kevin Garnett, LeBron James, Paul Pierce, Pau Gasol, Dwyane Wade, Carmelo Anthony, Steve Nash, Dirk Nowitzki, Kevin Love, Dwight Howard, Rajon Rondo, Paul George, Andrew Bynum, Chris Paul, Ray Allen, Zach Randolph, Jason Kidd, Deron Williams, Tony Parker, Blake Griffin, Stephen Curry, Kyrie Irving et Amar'e Stoudemire.
Dans la dernière décennie, un nombre croissant de joueurs nés hors des États-Unis ont signé avec les équipes NBA, suscitant un intérêt de la ligue dans les différentes régions du monde. Parmi les joueurs célèbres en NBA nés à l'étranger sont aujourd'hui Steve Nash (Canadien Né en Afrique du Sud ) deux fois élu MVP, Predrag Stojaković (Serbie), Andreï Kirilenko (Russie), Andrea Bargnani (Italie), Žydrūnas Ilgauskas (Lituanie), Yao Ming (Chine), Tony Parker (France), les frères Gasol Pau et Marc (Espagne), Emanuel Ginóbili (Argentine), et Dirk Nowitzki (Allemagne), qui a été le premier joueur européen à remporter le NBA Most Valuable Player Award. Les anciens joueurs nés à l'étranger comprennent Hakeem Olajuwon (Nigeria), qui a remporté un prix MVP, deux prix du Joueur défensif de l'année prix, et deux prix de Finales MVP, et Dikembe Mutombo (République démocratique du Congo), qui a remporté quatre prix en tant que Joueur défensif de l'année.
Depuis les Jeux olympiques d'été de 1992, les joueurs NBA ont représenté les États-Unis dans les compétitions internationales et ont remporté plusieurs tournois importants. Le Dream Team était le surnom officieux de l'équipe masculine de basketball des États-Unis qui a remporté la médaille d'or aux Jeux Olympiques de 1992.
Comme le football américain, le basketball tant au niveau du collège et du lycée est très populaire dans tout le pays. Chaque mois de mars, 68 équipes, six tours, un tournoi à élimination directe détermine les champions nationaux de basket-ball collégial de la Division I hommes.
La plupart des États américains ont également des champions parmi leurs lycées. Comme le football américain, de nombreuses équipes de basketball de lycée sont intensément suivis localement, en particulier dans les Midwest des États-Unis et le Upper South. Dans les États comme l'Indiana et le Kentucky, il est fréquent que des équipes de basket locales jouent dans des gymnases comptant plus de 5 000 spectateurs, même dans les zones les plus rurales. L'Indiana a elle seule compte 10 des 12 plus grands gymnases de lycées aux États-Unis et est célèbre pour sa passion pour le basketball, célèbrement connu sous le nom d'hystérie d'Hoosier.
Selon la National Sporting Goods Association (Association nationale des articles de sport), les américains jouent plus naturellement au basket que tout autre sport d'équipe.
Le netball, un dérivé du basketball inventé aux États-Unis et le plus souvent joué par les femmes, mais plus populaire en Australie, en Nouvelle-Zélande, au Sri Lanka, au Royaume-Uni et dans les Antilles.

## Soccer

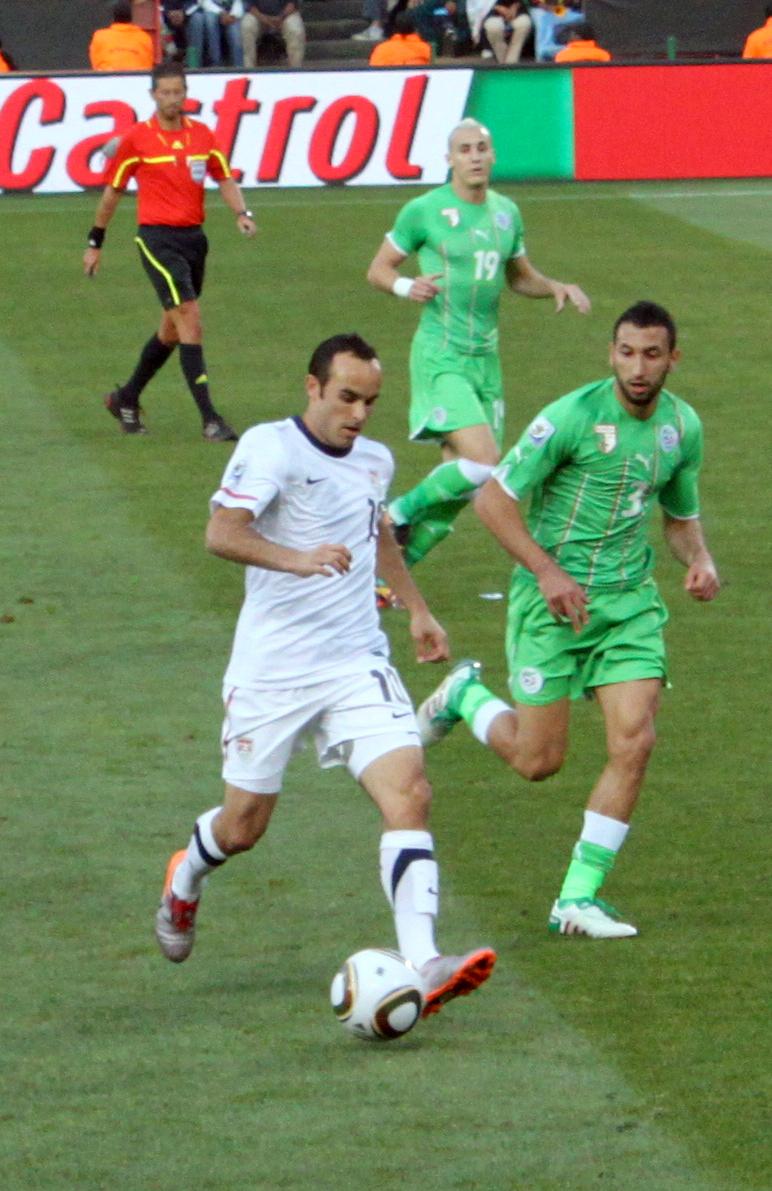
Landon Donovan durant un match de poule lors de la Coupe du monde de football 2010 représentant l'équipe nationale contre l'Algérie.

Le soccer, connu dans de nombreux autres pays sous le nom de « football », est moins populaire que les sports majeurs traditionnels, bien que ce sport ait gagné en notoriété ces dernières années, et est devenu très populaire auprès des enfants. L'équipe nationale américaine masculine et féminine, représentent pour chacune d'entre elles les États-Unis dans les compétitions internationales et sont gérées par la United States Soccer Federation (Fédération des États-Unis de soccer). Les États-Unis sont, après l'Allemagne, le pays comptant le plus grand nombre de licenciés.

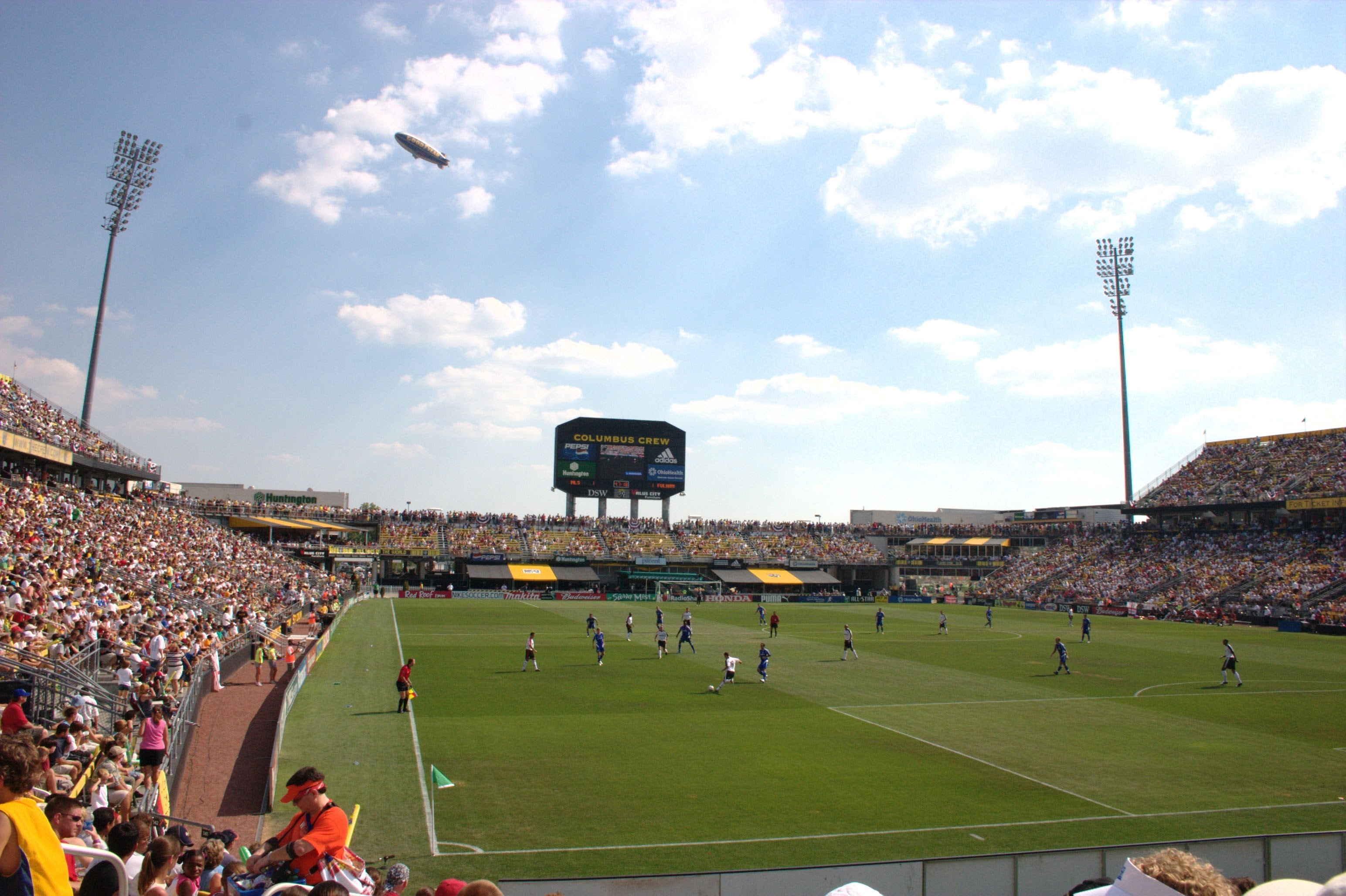
Columbus Crew Stadium, stade des Columbus Crew et premier stade dédié au soccer

La Major League Soccer est la principale ligue de soccer aux États-Unis. À partir de 2011, la compétition aligne 18 clubs, avec la possibilité d'ajouter au moins un, voire deux clubs en 2012. Les équipes jouent sur un calendrier équilibré, ce qui signifie que chaque équipe joue toutes les équipes dans la ligue à deux reprises, à domicile et à l'extérieur, pour un total de 34 matchs. Le calendrier de 34 matchs s'étend de la mi-mars à fin octobre, avec des séries éliminatoires et le championnat en novembre. D'autres ligues de soccer professionnel aux États-Unis comprennent une nouvelle incarnation de la North American Soccer League, la USL et les ligues amateures déjà existantes avec la Premier Development League et la National Premier Soccer League; une ligue professionnelle nord-américaine de soccer féminin créée en 2009 la Women's Professional Soccer, et une ligue de soccer d'intérieur, la Major Indoor Soccer League.
Beaucoup de footballeurs internationaux célèbres ont joué dans les ligues américaines tels que Pelé, Hristo Stoichkov, George Best, Carlos Valderrama, Johan Cruyff, Lothar Matthäus, et Franz Beckenbauer mais aussi des joueurs actuels comme David Beckham, Guillermo Barros Schelotto, Thierry Henry , Freddie Ljungberg et Zlatan Ibrahimović. Les joueurs américains du passé et d'aujourd'hui sont Clint Dempsey, Bert Patenaude, Eric Wynalda, Brad Friedel, Brian McBride, Cobi Jones, Kasey Keller, Landon Donovan, Jay DeMerit, Claudio Reyna, Tim Howard, et Alexi Lalas.
Le meilleur résultat de l'équipe nationale masculine en Coupe du monde de football est une 3e place en 1930. Depuis, les États-Unis n'ont jamais dépassé les quarts de finale.

## Crosse

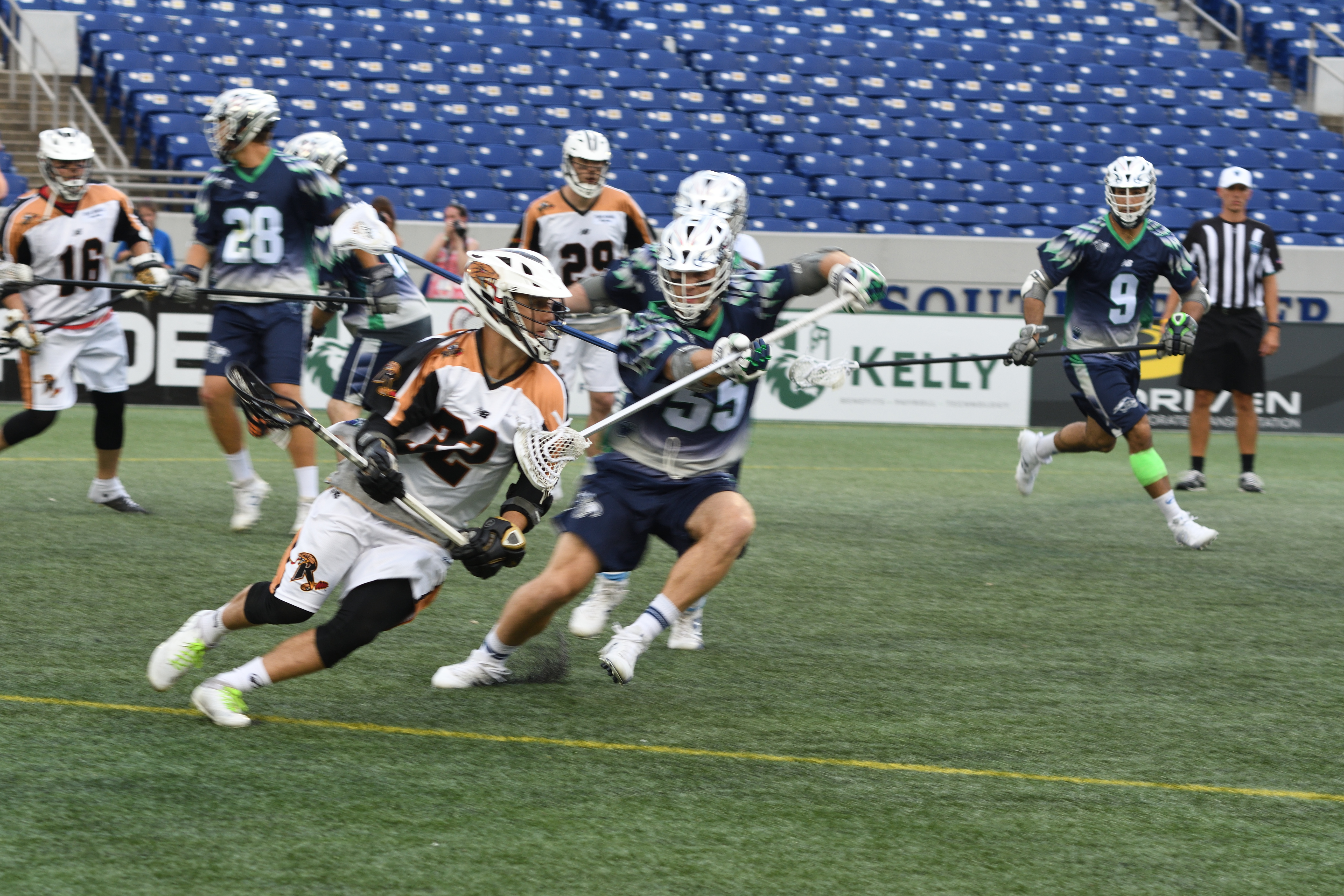
Un match de crosse au champ.

La crosse est un sport d'équipe des Américains amérindiens d'origine. Même s'il n'est pas un sport très populaire à l'échelle nationale, il est très populaire dans les États Mid-Atlantic et en Nouvelle-Angleterre et la version crosse en enclos a explosé dans les États de l'Upper Midwest. Toutes les formes de la crosse sont de plus en plus populaires au niveau national. La National Lacrosse League et la Major League Lacrosse sont respectivement les ligues nationales de crosse en enclos et de crosse au champ, qui ces dernières années ont continué à connaître une augmentation du nombre de spectateurs. De plus, beaucoup d'équipes universitaires en Division I, tirent vers le haut de 7 à 10 000 personnes pour un jeu, en particulier dans le Mid-Atlantic et en Nouvelle-Angleterre. Le NCAA Men's Lacrosse Championship a toujours occupé la première place des évènements sportifs universitaires même en présence de n'importe quel jeu de championnat de la NCAA et dans n'importe quel sport, bien que cela est susceptible de changer maintenant que la NCAA exige une capacité minimale de 70 000 places pour la finale à quatre du Championnat NCAA de basket-ball.

## Sports mécaniques

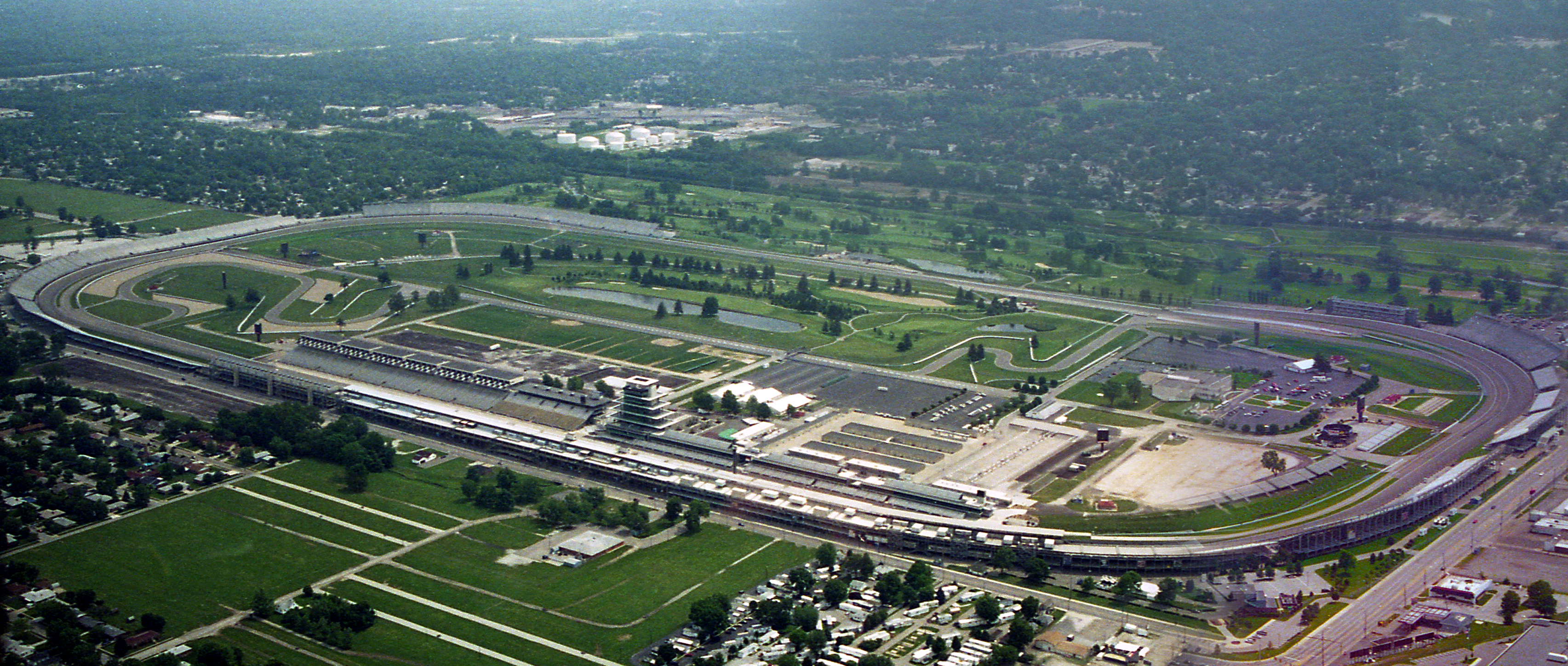
Indianapolis Motor Speedway est parmi les premiers équipements de course au monde.

Aux États-Unis, les sports mécaniques sont très populaires, mais la Formule 1, le WRC ou encore le MotoGP, disciplines et catégories créés en Europe, sont peu suivies. Si ses dernières restent le fait d'une minorité, elles disposent de fans. Les Américains, comme le reste du monde, ont d'abord commencé à utiliser la voie publique comme lieu de courses automobiles, comme le concours du Chicago Times-Herald en novembre 1895. Au fil du temps on a vite découvert que ces lieux étaient souvent dangereux pour le public car ils offraient relativement peu de contrôle sur les foules. Les promoteurs et les conducteurs aux États-Unis ont découvert que les pistes de sport hippique pourraient offrir de meilleures conditions pour les conducteurs et les spectateurs que les voies publiques. Le résultat a été qu'il eut une popularité de longue date pour les pistes ovales alors que les compétitions automobiles sur route ont diminué, cependant une vaste culture de courses illégales en pleines rues persiste.
Historiquement, le monoplace était la course le plus populaire du pays, avec l'Indianapolis 500 étant la course la plus largement suivie. Cependant, une séparation houleuse en 1994 entre les premières séries, CART (plus tard connue sous le nom de Champ Car), et le Indianapolis Motor Speedway (le site de l'Indy 500) ont conduit à la formation de la Indy Racing League, qui a lancé en 1996 la compétition adverse avec les IndyCar Series. De ce fait, la popularité des courses de monoplaces aux États-Unis s'est vue diminuée. À partir de 2008, l'Indycar redevient la seule compétition de monoplace d'élite aux États-Unis.
Le sport automobile est dominé par la toute puissante NASCAR, qui organise des épreuves de stock-car, majoritairement sur des ovales, aux quatre coins du pays. L'IndyCar, la monoplace (appelée « open wheel » ) n'a pas le même public que la NASCAR, les courses sont moins suivies, en dehors de la fameuse épreuve des Indianapolis 500 se tenant chaque année au mois de mai. Les American Le Mans Series (ALMS), championnat faisant courir des voitures de catégorie Sport-prototypes et GT, ont un public varié.
D'autres disciplines sont populaires, comme le Supercross, le dragster, les compétitions de motonautisme offshore...

## Rodéo

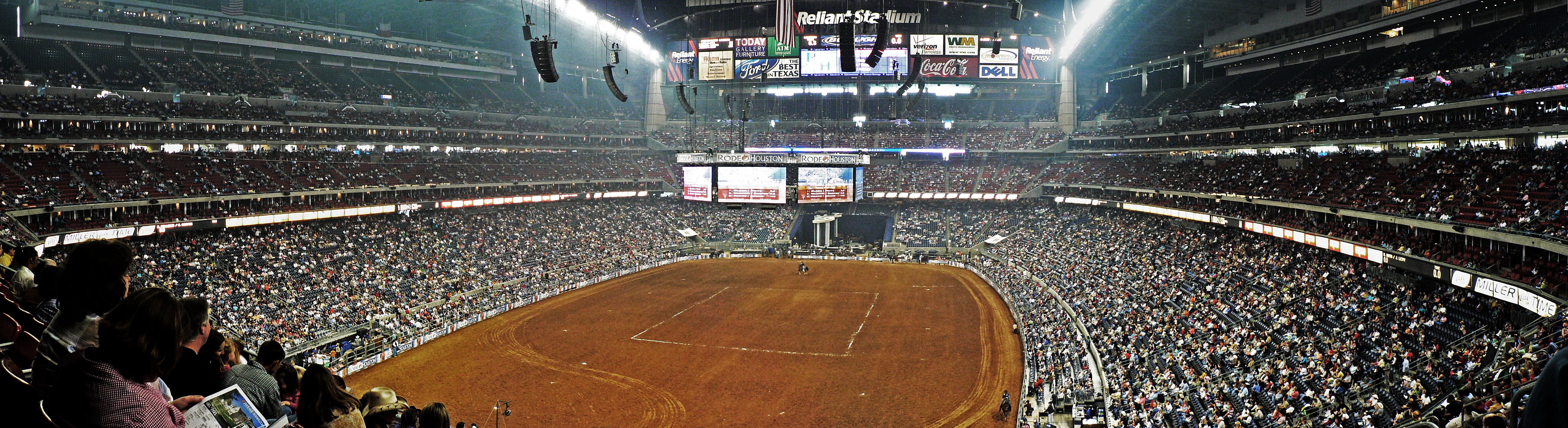
Spectacle annuel de rodéo au Reliant Stadium, Texas.

## Les franchises
Le terme de « franchise » est d'usage aux États-Unis pour désigner une équipe et le terme de « club » est à éviter, tandis qu'à l'inverse, le terme de « franchise » est presque tabou en Europe. Contrairement aux clubs européens, les « franchises » américaines sont en effet susceptibles d'être transférées d'une ville à une autre, ou plutôt d'un « marché » à un autre. Ceci est très surprenant pour les Européens, mais aussi pour de nombreux Américains. Le transfert de franchise le plus emblématique fut sans conteste celui des Brooklyn Dodgers à Los Angeles en 1958, devenant les Dodgers de Los Angeles, cet évènement marqua profondément les fans, et pas seulement ceux des Dodgers.
Contrairement à toutes les autres « franchises » du sport professionnel nord-américain, personne ne « possède » les Green Bay Packers. C'est presque un « club » dans le sens européen du terme. Ceci fait suite à l'achat par les fans des actions du club dès 1923 afin d'éviter tout transfert dans une autre ville. Sans cette action, il est clair qu'une ville comme Green Bay aurait connu les pires difficultés à conserver son équipe.

## Sports individuels

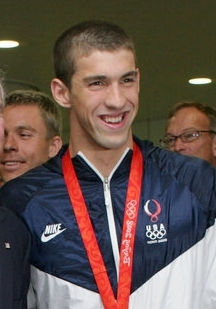
L'Américain Michael Phelps totalise un record de dix-huit médailles d'or aux Jeux olympiques.

Les arts martiaux mixtes (MMA), le tennis, la boxe anglaise, la lutte, le catch, le sport hippique et le golf figurent parmi les sports individuels professionnels possédant nombre de rendez-vous sur le territoire des États-Unis.

## Organisation

### Sport semi-professionnel
Il existe une multitude de ligues semi-professionnelles à caractère régional.

### Sport universitaire
Le sport universitaire est très important aux États-Unis. La ligue principale gestionnaire est la NCAA. Cette institution organise des championnats dans de nombreuses disciplines. Le territoire américain est découpé en une multitude de conférences régionales qui évoluent à des niveaux différents : Division I-A, Division I-AA, Division II et Division III.

## Les États-Unis et les Jeux olympiques
Les États-Unis tiennent solidement la tête du tableau des médailles depuis la création des Jeux modernes en 1896. C'est d'ailleurs un athlète américain (James Connolly) qui eut l'honneur d'être le premier sacré champion olympique à Athènes en 1896.
Les Jeux olympiques d'été se sont tenus quatre fois aux États-Unis (1904, 1932, 1984 et 1996), idem pour les Jeux d'hiver (1932, 1960, 1980 et 2002).
- Jeux olympiques d'été de 1904
- Jeux olympiques d'été de 1932
- Jeux olympiques d'été de 1984
- Jeux olympiques d'été de 1996
- Jeux olympiques d'hiver de 1932
- Jeux olympiques d'hiver de 1960
- Jeux olympiques d'hiver de 1980
- Jeux olympiques d'hiver de 2002

## Médias sportifs
Parmi les titres de la presse sportive américaine il convient de citer l'omnisports Sports Illustrated mais il existe une foule de titres spécialisés.
Au niveau radiophonique, un format radio d'information sportive est à l'honneur sur des stations comme WFAN à New York.

## Femmes dans le sport
Une étude récente a confirmé qu'en 2020, les femmes sont encore très sous-représentées dans les ONG et instances sportives, jusqu'au niveau de l'US Olympic and Paralympic Committee (USOPC) ; et qu'il existe une corrélation positive entre le taux de femmes présentes dans la structure de direction des organisations représentant un sport et sa capacité à atteindre des critères d'adhésion féminins. Selon les auteurs les ONG et institutions sportives devraient intégrer plus de femmes pour des raisons éthiques, mais aussi pour leurs performances commerciales.

## Dopage
Les États-Unis sont en 2019 le pays le plus fortement atteint par le dopage dans le milieu du cyclisme professionnel.

## Sport, finance et politique
Les liens entre le monde du sport et celui de la finance sont de plus en plus forts, avec les stades et joueurs utilisés comme support de publicité, la vente des droits de retransmission, les ventes de joueurs, le sponsoring privé, etc. qui entrelacent leurs effets.
Le sport généralement supposé célébrer des valeurs humaines de liberté, justice et courage et du groupe (dans les sports collectifs), a aussi tissé des liens avec la politique. Ces liens sont anciens, puisque déjà présents dans la Grèce et la Rome antiques, mais ils prennent d'autres dimensions au XXe siècle. Le politique décide de la position géographique et de l'ampleur des infrastructures et moyens humains et financiers dédiés aux sports. Aux États-Unis comme ailleurs, le sport de haut-niveau s'est médiatisé, privatisé et a pris une dimension capitaliste et financière forte ; associée à l'image du pays lors des compétitions nationales, des coupes du monde, jeux olympiques et records du monde, ce qui a encouragé le dopage, d'autant qu'il a été instrumentalisé à l'Ouest comme à l'Est durant la guerre froide. Comme les grandes villes, les universités américaines se défient via leurs équipes sportives. Des sports américains virils, se sont développées avec les médias, la télévision et l'industrie du spectacle, tels le catch, la boxe et le baseball, le basket-ball et surtout le football américain qui a occulté le football (soccer), en s'opposant aux sports d'origine anglaise, allant jusqu'à créer un mythe selon lequel le base-ball ne serait pas né du rounder anglais mais aurait été inventé par Abner Doubleday dans l'État de New-York à Cooperstown en 1839. Parmi les sports plus individuels, le golf (plutôt réservé aux riches et lié à l'industrie de l'immobilier),, et le jogging et le marathon, plus récent et plus populaires sont également très appréciés dans le pays.

Une autre spécificité américaine est la pratique très courante du tir aux armes à feu (plus que du tir sportif), fortement promu par la NRA, elle-même considérée comme l'un des lobbies les plus puissants du pays, particulièrement soutenu par le parti des républicains (conservateurs) et l'extrême droite américaine.
En 2011, Une étude américaine s'était intéressée au lien entre sentiment individuel et collectif, résultats sportifs et productivité bureaucratique dans le domaine de la production de textes juridiques. En utilisant le nombre de pages du Federal Register, les auteurs avaient trouvé une corrélation entre les taux de matchs gagnés par les Redskins de Washington de 1945 à 2010 et la « productivité réglementaire ».

Une autre étude a fait suite à celle-ci, à l'Université de Caroline du Nord. L'auteur s'est demandé s'il existait une corrélation statistique entre la productivité du gouvernement d'un État et la performance des équipes sportives de cet État. L'auteur a identifié les sports préférés au niveau local par rapport au niveau national et a  déterminé si une préférence pour différents sports était corrélée ou non à la productivité du gouvernement de l'État (exemple : une préférence pour le football est elle associée à une meilleure productivité. L'auteur conclut que ses résultats « suggèrent qu'aucune tendance nationale claire ne prévaut ».